# Ärkebiskopens kansli (ruin)
Ärkebiskopens kansli kallas den borgruin som finns på Borgberget vid Bremervörde väster om Buxtehude i Tyskland.
I Westfaliska freden 1648 tillskiftades Sverige det område där ifrågavarande borg stod. Den hade stor strategisk betydelse, vilket var skälet till att den 1682 till största delen förstördes. Vad som sedan återstod var just den del förr utgjort, och därför kallats, ärkebiskopens kansli.
1719 kom området i hannoveriansk ägo.